# Église Saint-Antoine des Hauts-Buttés

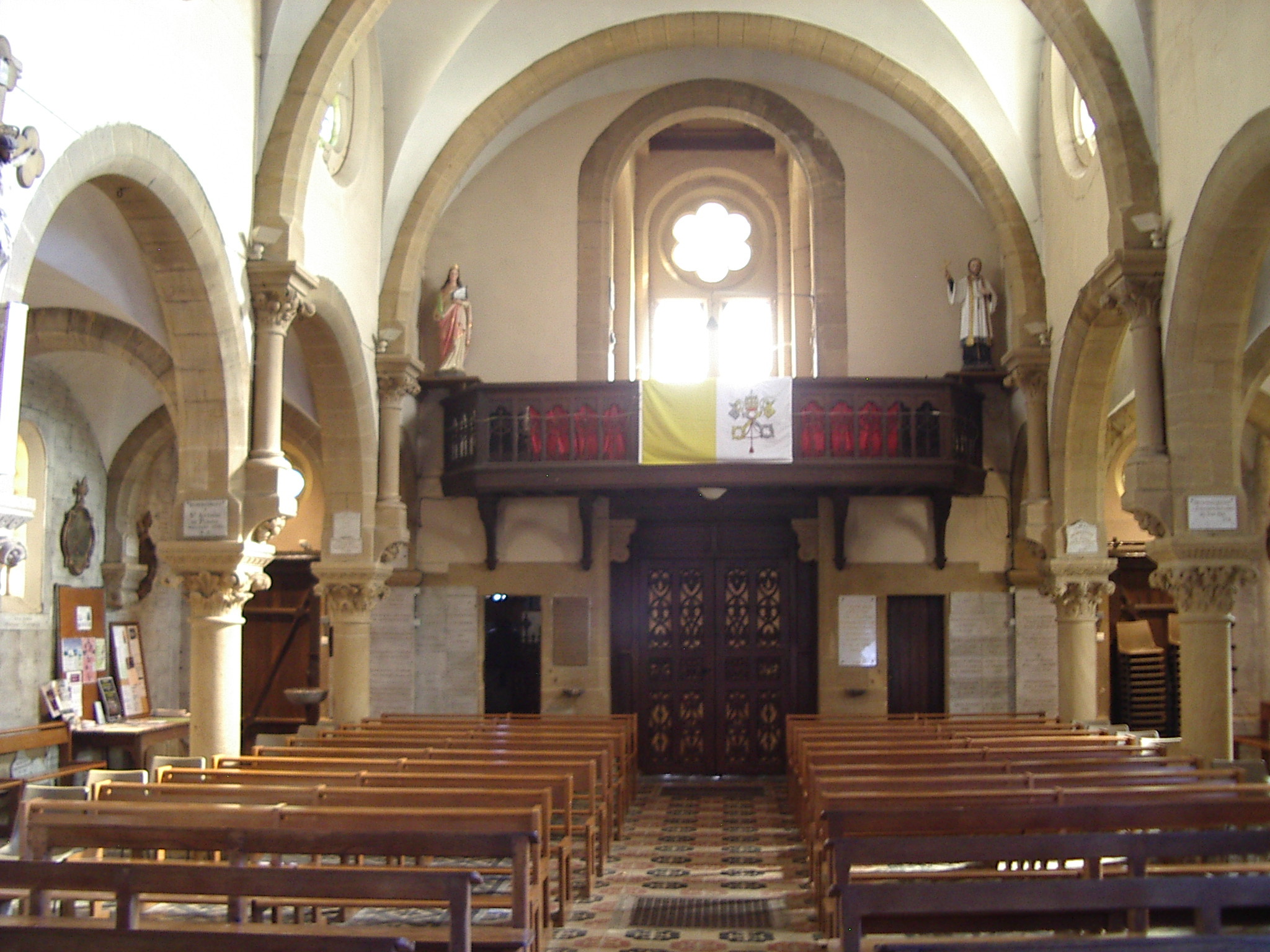
Intérieur de l'église

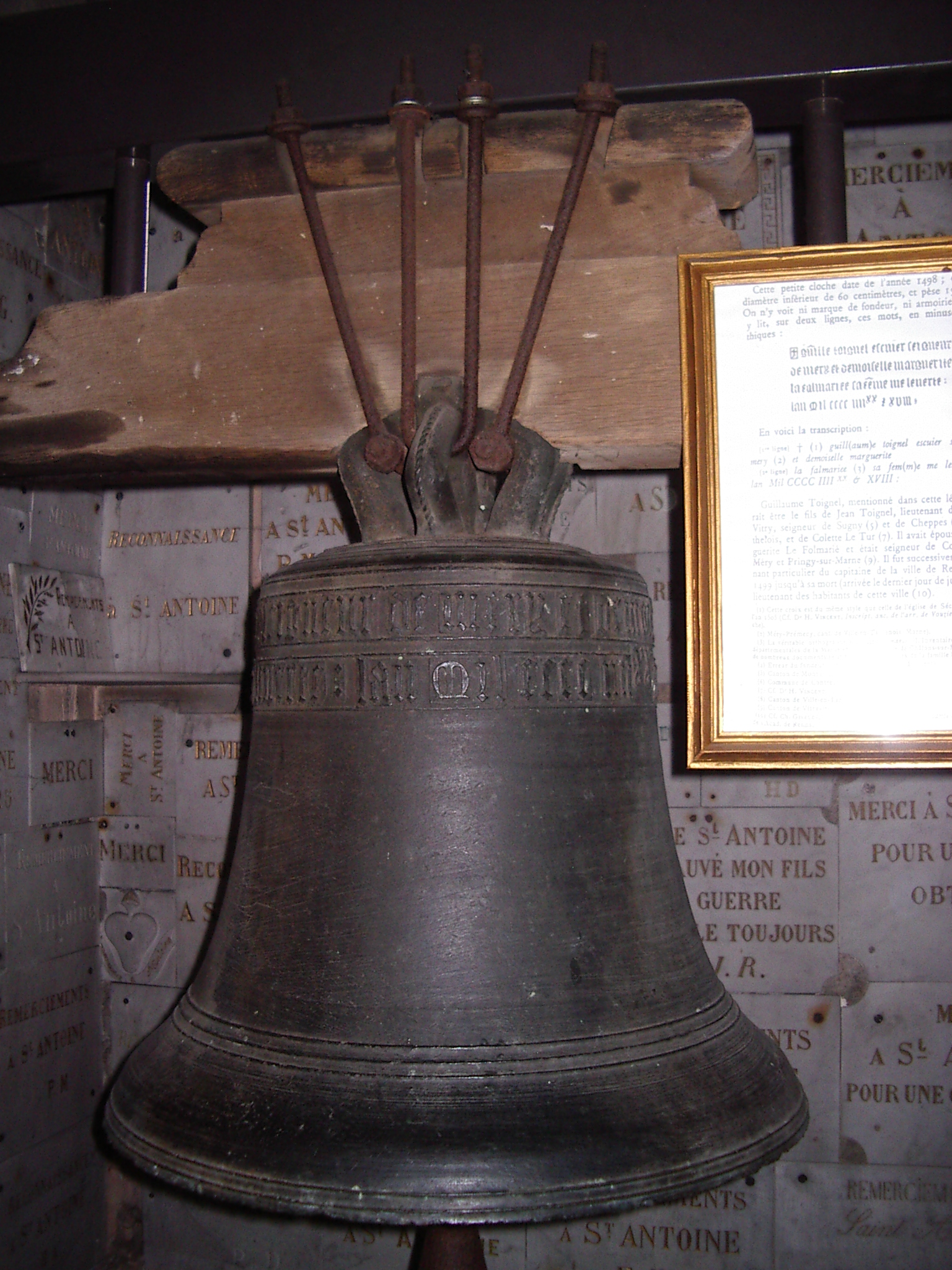
Cloche de 1487 à l'origine située dans la chapelle des Vieux Moulins.

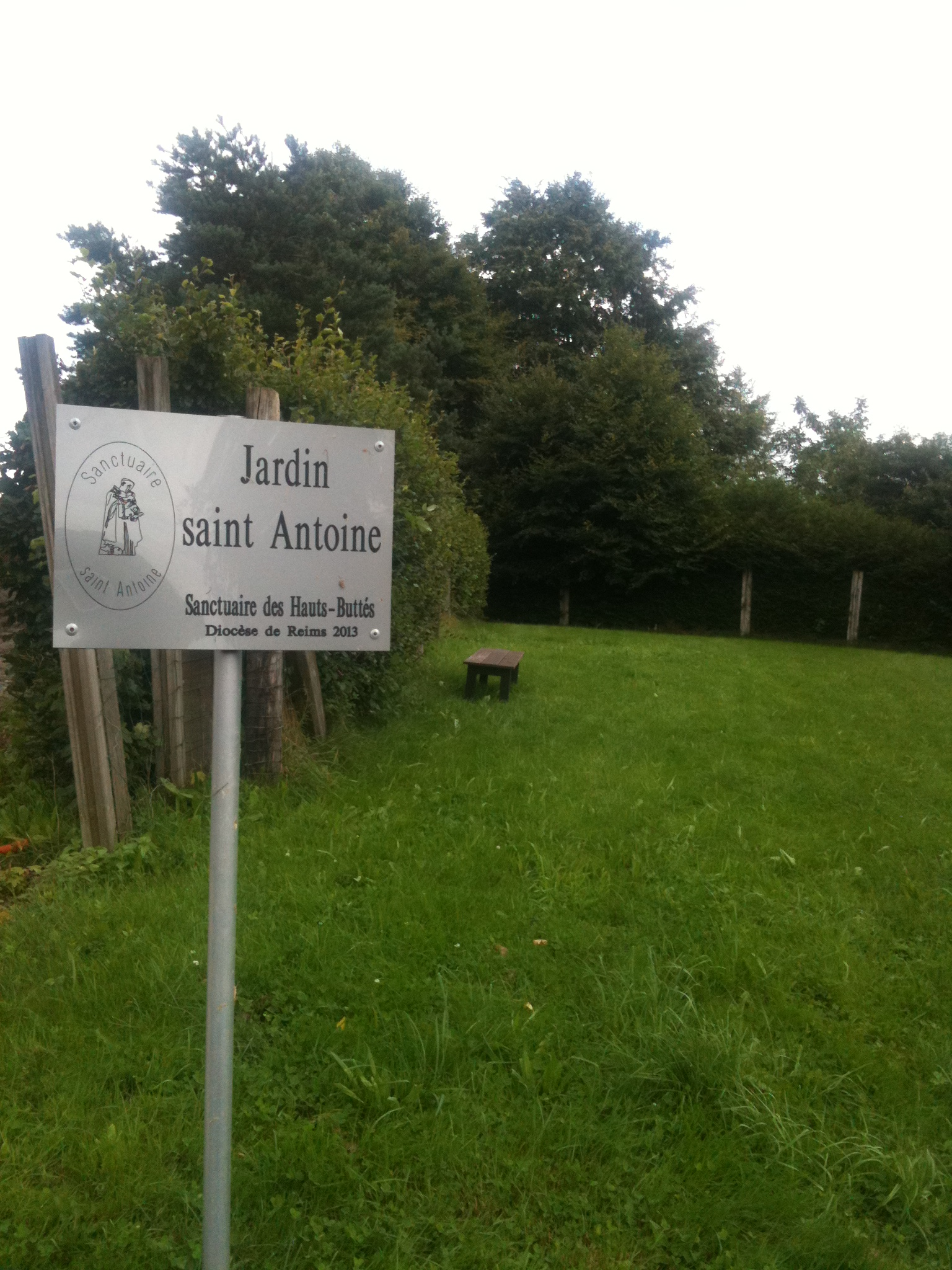
Jardin à proximité de l'église

Pour les articles homonymes, voir Saint-Antoine.
L'église Saint-Antoine des Hauts-Buttés est l'une des trois églises de la commune de Monthermé. Elle est dédiée à saint Antoine de Padoue.

## Localisation
L'église Saint-Antoine des Hauts-Buttés est située sur la place principale du hameau des Hauts-Buttés, dans la commune de Monthermé (département des Ardennes). Ce hameau est à 500 m d'altitude, au milieu d'une clairière dans la forêt, à 8 km du village de Monthermé qui n'est qu'à 150 m d'altitude.

## Description
La construction du XIXe siècle est faite dans un style néogothique. Ses dimensions sont réduites : la distance de l'entrée de la nef jusqu'au fond du chœur est de 21 mètres, et le transept fait 18,5 mètres. Elle reste un lieu de culte dédié à saint Antoine de Padoue. Une relique du saint y est conservée.
L'église abrite :
- Une relique de saint Antoine de Padoue.
- Une châsse de Saint Florent martyr.
- Une cloche de 1487 à l'origine située dans la chapelle des Vieux Moulins.
- Des plaques ex-voto.

Plus de 2300 ex-votos sont accrochés aux murs de l'église. La plus grande partie de ces ex-votos ne comportent pas d'inscription autres que «merci» ou «actions de grâces». Quelques inscriptions, assez rares, font référence à l'aide qu'apporterait ce saint pour retrouver des objets perdus «saint Antoine m'a fait retrouver mes lunettes». Mais la majorité des inscriptions explicites sur les bienfaits de ce saint évoquent des examens réussis ou des guérisons, donnant aux invocations faites un caractère somme toute assez païen. On peut aussi relever parmi les inscriptions : «Saint Antoine a sauvé notre honneur  et conservé notre fortune», «Merci grand St Antoine ! Vous avez sauvé ma vie, mon honneur, ma réputation. Sauvegardez-moi ainsi que mon mari et mes enfants», «Merci à St Antoine pour succès dans un procès», «St Antoine a rendu les ruses de nos ennemis inutiles. Gloire à St Antoine», «Conservez l'innocence de mes enfants, c'est le bien le plus cher que je possède», «Familles réconciliées, merci St Antoine», «merci pour ma mise en liberté», «Conservez-nous de bons ouvriers». Ou plus sobrement : «Erreur reconnue» ou encore «Résignation obtenue». 367 ex-votos comportent une date visible, ce qui permet d’examiner sur cet échantillon les périodes les plus propices à cette expression particulière d'invocations ou de remerciements dans cette église inaugurée en 1876 : ce sont les décennies 1890, 1900, et le début des années 1910, années également de pèlerinages significatifs ce qui peut montrer une réaction de la communauté catholique, un retour à certaines traditions, face à la politique laïque, au niveau national, d'un Jules Ferry, d'un Ferdinand Buisson ou du petit père Combes.

## Histoire
En 1706, le roi Philippe Ve d'Espagne accorde aux habitants de la forêt la permission de bâtir une chapelle au hameau des Vieux Moulins d'Hargnies sous le vocable de saint Antoine de Padoue, saint très honoré au Portugal et en Espagne. En 1769, revenus sous le royaume de France, et se heurtant à la vive résistance des gens de Monthermé, les habitants des Hauts-Buttés demandent l'autorisation au roi Louis XVIe de construire une chapelle plus proche de leur domicile. L'autorisation est accordée le 7 juillet 1778, l'édifice est érigé en 1778, l'ancien situé aux Vieux Moulins d'Hargnies est abandonné.
En 1822, lorsque le diocèse de Reims est reconstitué, il lui est défini un territoire considérable qui inclut la partie septentrionale des Ardennes. L'église est restaurée et agrandie au frais des habitants. Le 20 septembre 1852, la paroisse des Hauts-Buttés est créée par le cardinal Gousset, archevêque de Reims. Cette paroisse regroupe les trois hameaux des Hauts-Buttés, Six Chênons et Vieux Moulins dont la population comporte à l'époque environ 330 habitants. 
Les curés se succèdent, ne restant en place que peu de temps jusqu'en 1868, année où la charge est prise par un curé de 27 ans, l'abbé Justin Joseph Wimet, qui y restera jusqu'en 1902. En arrivant aux Hauts-Buttés, il trouve comme église paroissiale la modeste chapelle restaurée en 1822, qui menace ruine. Il sollicite des artisans pour évaluer les travaux, mais ceux-ci craignent de provoquer l'effondrement de l'édifice en place. L'abbé Wimet décide alors de reconstruire une église plus adaptée à l'accueil de ses paroissiens. Il crée une structure pour recueillir les dons, et sollicite les habitants de la vallée de la Meuse, paysans et ouvriers mais aussi le patronat dans une période où les entreprises de métallurgie se développent rapidement. Il sollicite également les finances publiques. Il obtient 8 000 francs de la commune de Monthermé, 10 000 de l’État, et 16 000 de dons de fidèles. Ces 34 000 francs de l'époque permettent de financer le projet. La première pierre est posée le 19 septembre 1874. Les artisans de Monthermé, maçons, charpentiers, ardoisiers, etc., participent aux travaux ainsi que les Badré, tailleurs de pierres des Hautes-Rivières. le maître-autel en bois est sculpté par les frères Aubry de Gespunsart. L'architecte est Jean-Baptiste Couty, de Sedan. L'ensemble est très simple. De 1874 à 1877, la construction s'élève et remplace les deux chapelles détruites. Elle est consacrée le 15 mai 1877 par Monseigneur Langénieux, archevêque de Reims.
Le curé Wimet aurait pu s'en tenir là, mais il décide de poursuivre en mettant en œuvre une autre de ses idées, organiser et redonner un essor au pèlerinage à saint Antoine de Padoue existant en ce lieu.

## Le pèlerinage et les reliques
L'abbé Wimet fixe comme date de pèlerinage, le 13 juin, jour de fête du franciscain. L'initiative rencontre un écho inattendu. Il complète en 1883 de neuvaine (des visites et prières sur neuf mardis), et met en place une confrérie. Le 21 mars 1885, le pape Léon XIII accorde une indulgence plénière à gagner par les pèlerins qui visitent l'église et y prie aux intentions du Pontife, le 13 juin. L'indulgence peut également se gagner le 2 août, anniversaire de la consécration de la Portioncule, petite église d'Assise en Ombrie. Il instaure ainsi une deuxième date de pèlerinage.
À l'autre extrémité du territoire national, le cardinal Pie, évêque de Poitiers, offre à l'église des Hauts-Buttés une relique de saint Antoine de Padoue (une côte) que vient remettre sur place, le 2 août 1894, son secrétaire particulier, l'abbé Fossin, originaire des Hauts-Buttés, accompagné de l'abbé d'Igny et des évêques de Namur, Monseigneur Decrolière, et de Tournai, Monseigneur du Rousseaux. Cette relique renforce encore l'importance du lieu pour les pèlerins. L'abbé Fossin donne également le châsse et le reliquaire de saint Florent à la modeste église ardennaise.
Le nombre de pèlerins par an, hors année exceptionnelle, est estimé à environ 6 000. L'affluence pose le problème de l'accueil sur place compte tenu des moyens de transports à la fin du XIXe siècle. L'abbé Wimet crée sur place un établissement ayant un rôle d’hôtellerie, durant les pèlerinages, et remplissant également un rôle d'hospice pour vieillard à longueur d'année, l'hôtel finançant l'hospice. Il ne subsiste aujourd'hui qu'une maison de retraite un peu au-dessus de l'église.

## Sources